# Wrzodzienica łososiowatych
Wrzodzienica łososiowatych (Furunculosis salmonum) – choroba bakteryjna ryb łososiowatych. Występuje ponadto u karpiowatych oraz szczupaka. Chorobę powodują gramujemne pałeczki Aeromonas salmonicida z podgatunku Aeromonas salmonicida salmonicida.
Choroba opisana została po raz pierwszy w roku 1894 i początkowo określono jej nazwę jako Bacterium salmonicida